# Darioritum
Darioritum, chef-lieu et oppidum de la cité des Vénètes est le nom gallo-romain d'origine celtique de l'actuelle ville de Vannes, fondée à la fin du Ier siècle av. J.-C.. Les Romains établissent leur colonie sur les rives nord du Golfe du Morbihan, au sommet de la colline de Boismoreau, un site occupé de façon continue depuis le Ve siècle av. J.-C. Au IIIe siècle la cité va largement déborder du site initial et occuper la colline du Mené situé à l'ouest et qui, entouré de ses remparts, constitue aujourd'hui le cœur historique de la ville.

## Origine du nom
Le nom antique de Vannes, Darioritum, est d'origine celtique et comporte le suffixe gaulois « ritu, rito », qui signifie le gué, la course. Vers l'an 140, le géographe Ptolémée, d'Alexandrie, s'exprime comme il suit, dans la description de la Gaule : 

« Le rivage occidental, au-dessous des Ossismiens, est occupé par les Vénètes, dont la ville est Darioritum. »

Une carte routière, la Table de Peutinger rapportée au IIIe siècle, copiée au Moyen Âge, et possédée longtemps par la famille de Peutinger, mentionne la même ville sous le nom légèrement altéré de Dartoritum.

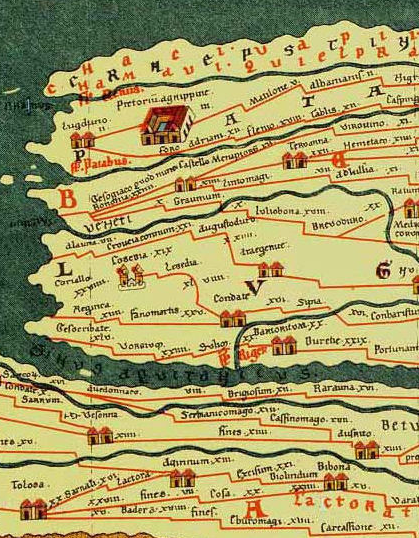
Table de Peutinger - Darioritum se situe au nord du Golfe d'Aquitaine, près de la Loire (Riger) et de Rennes (Condate)

Aux IVe et Ve siècles se produit un changement important : les noms des villes s’estompent, et il ne subsiste que le nom du peuple qui constituait la cité. Dans la Notitia Galliarum, compilation du IVe siècle des cités gauloises sous la Tétrarchie, l'auteur cite Venetum situé dans la Gaule lyonnaise III :

« In provintiis gallicanis quæ ciuitates sint, Provintia Luddunensium Tertia : Ciuitas Venetum »

— Notitia Provinciarum et Civitatum Galliæ
Dans la Notitia Dignitatum, compilation par un auteur anonyme du Ve siècle de toutes les dignités tant civiles que militaires de l'Empire romain, l'auteur nomme Benetis comme capitale du préfet militaire :

« Sous les ordres de l’honorable duc de la division Armoricani et Nervicani : - Le commandant des soldats maures chez les Vénètes, à Benetis.. »

— anonyme, Notice des Dignités, XXXVII, Duc (de l'étendue) du territoire Armoricain.

## Histoire

### Cité romaine

Les peuples gaulois de l'Ouest de la France actuelle

Darioritum fut fondée sous l'occupation romaine à la fin du Ier siècle av. J.-C. après la guerre qui opposa les Vénètes, peuple celte armoricain, aux légions de César. Probablement située à Locmariaquer, l'antique capitale des Venètes, est déplacée par l'administration romaine sur le site qui se trouve à l'Est [Saint Patern, Etang au Duc, les "casernes"..., espace formant une "ville ouverte"] du cœur historique actuel de Vannes. L'actuel cœur historique (colline du Mené) avec pour sommet la place Henri IV, est marqué (p.p.) par un rempart d'origine gallo-romain plus tardif (fin IIIe- début IVe s.).
Darioritum était située sur la route de l'Océan, voie romaine reliant Lyon à Brest. La capitale des Venètes était un important carrefour d’où convergeaient six voies romaines, la première vers Locmariaquer, la seconde vers Hennebont, la troisième vers Corseul, avec embranchement sur Carhaix, la quatrième vers Rennes, la cinquième vers Rieux, et la sixième vers Arzal, avec embranchement sur Port-Navalo.

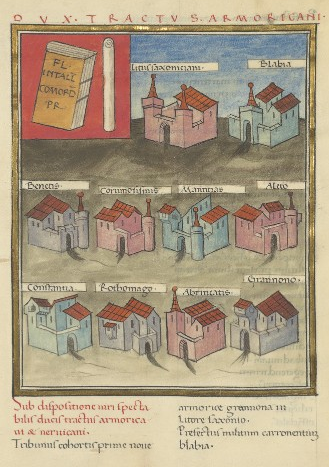
Feuillet du Notitia Dignitatum - Dux tractus Armoricani et Nervicani

Les Romains, sont les promoteurs de la ville nouvelle de Darioritum. Tout comme aujourd'hui, le paysage de l'époque comprenait trois collines : Boismoreau (au nord), La Garenne (au sud) et Le Mené (à l'ouest). À leur point de jonction, formaient une dépression où se situait le port antique. Ce site est le lieu propice à l'établissement d'une ville puisque voie de circulation terrestre la plus au sud et point de pénétration maritime.
C'est sur la colline de Boismoreau (actuel quartier Saint-Patern) que se développe quelques années avant notre ère, l'agglomération antique. À la fin du IIIe siècle, comme partout au nord-ouest de la Gaule, la désorganisation administrative, militaire et commerciale de l'Empire romain, mais beaucoup plus sûrement les agressions de pirates (Frisons) et de bandes incontrôlées (les Bagaudes) contraignirent les habitants gallo-romains à se réfugier derrière une muraille imposante faite en urgence absolue avec les éléments réutilisés des monuments publics démolis pour l'occasion, sans doute les seuls en dur et donc pouvant livrer des matériaux utiles en quantité.
Cette première enceinte construite sur la colline du Mené un petit éperon rocheux bordé d'un lacet marin, face au centre ancien de Darioritum (40 ha), forme le cadre rétréci de la ville (5,5 ha) pour plus de mille ans, jusque vers l'an 1380.

### Chronologie simplifiée
- Au Ve siècle av. J.-C. : Première trace d'une occupation celte ;
- Du IIe siècle av. J.-C. au début du Ier siècle : Sanctuaire gaulois de Bilaire
- En 56 av. J.-C. : guerre des Vénètes contre César;

- Fin du Ier siècle av. J.-C. : Début de l'urbanisation sur la colline de Boismoreau ;
- Fin du IIIe siècle : Repli sur la colline du Mené ;
- Fin du IVe siècle : Réoccupation de la colline du premier site antique ;
- En 465 : Concile de Vannes;
- En 476 : fin de l'Empire romain.